# Kfar Brandeis
Kfar Brandeis (hebrejsky: כפר ברנדייס, doslova Brandeisova vesnice) je čtvrť v jižní části města Chadera v Izraeli.

## Geografie
Leží v nadmořské výšce cca 40 metrů na jižním okraji Chadery, cca 4,5 kilometru od pobřeží Středozemního moře. Na jižní straně ji ohraničuje nezastavěná zemědělská krajina s obcí Eljachin.

## Popis čtvrti
Vznikla jako samostatná zemědělská vesnice typu mošav roku 1928. Koncem 40. let 20. století měla rozlohu katastrálního území 560 dunamů (0,56 kilometru čtverečního). Žilo zde 170 lidí. Pozemky vesnice vlastnil Židovský národní fond. Později byla připojena k městu Chadera. Pojmenována je podle amerického soudce českožidovského původu Louise Brandeise.